# دونكان تشيشولم
دونكان تشيشولم (بالإنجليزية: Duncan Chisholm) هو عازف كمان ‏ بريطاني، ولد في 31 أكتوبر 1968 في إنفرنيس في المملكة المتحدة.

## وصلات خارجية
- دونكان تشيشولم على موقع ميوزك برينز (الإنجليزية)
- دونكان تشيشولم على موقع ديسكوغز (الإنجليزية)